# みにおん
みにおん（1965年12月17日 - ）は、日本の漫画家、イラストレーター。男性。長野県出身・在住。蛇使い座のO型。

## 略歴
1985年、専門学校卒業。印刷屋を1年で辞めた後、デザイン事務所に就職。
1989年、イラストを投稿していた雑誌『COMICアットーテキ』の薦めで漫画家デビュー。
1994年から漫画家兼イラストレーターとして活躍。
出典：プロフィール - みにおんの仕事場 - ウェイバックマシン（2009年11月15日アーカイブ分）

## 作風
主に、ショタコン、ロリコンが得意で、ロリータを描いているうちにショタに目覚め、可愛い少年を書いているのが一番楽しいという。子供の虜辱、子供による虜辱、近親相姦（母子相姦）物も描く。お姉さん系は主にS系で登場し、爆乳キャラは登場せず、貧乳から普通がほとんどである。

## 作品リスト
1. 『魔童桃語ソーサリータ』 一水社〈いずみコミックス〉、全2巻
  1. 1994年9月発売、ISBN 4-87076-065-7
  2. 1996年10月発売、ISBN 4-87076-262-5
2. 『DEAR LITTLE LOVERS』 一水社〈いずみコミックス〉、全2巻
  1. 1995年7月発売、ISBN 4-87076-097-5
  2. 1997年8月発売、ISBN 4-87076-313-3
3. 『Hair Trigger』 1996年10月発売、桜桃書房〈EXCOMICS〉、ISBN 4-7567-0598-7
  - 『Hair Trigger R 完全版』 2001年7月発売、心交社〈GAZERコミックス〉、ISBN 4-88302-612-4
4. 『Foreskin Boys』 1998年3月発売、桜桃書房〈チェリームーンコミックス〉、ISBN 4-7567-1004-2
5. 『少女萌絶地獄』 1999年11月発売、心交社〈GAZERコミックス〉、ISBN 4-88302-422-9
6. 『ドキドキ恥辱画廊』 2000年1月発売、桜桃書房〈EXCOMICS〉、ISBN 4-7567-1115-4
7. 『幼姫萌絶天国（ロリータもんぜつパラダイス）』 2000年9月発売、心交社〈GAZERコミックス〉、ISBN 4-88302-499-7
8. 『ドキドキ淫行厨房』 2001年9月発売、桜桃書房〈EXCOMICS〉、ISBN 4-7567-2500-7
9. 『ドキドキ絶頂回廊』 2002年11月発売、桜桃書房〈EXCOMICS〉、ISBN 4-7567-2566-X
10. 『ドキドキ少女病棟』 2003年3月21日発行[3]、桜桃書房〈EXCOMICS〉、ISBN 4-7567-3107-4
11. 『おねだり♥DOLL』 2004年3月5日発行[3]、桜桃書房〈夢雅COMICS〉、ISBN 4-86105-095-2
12. 『カウパーQ』 2004年7月15日発行[3]、オークス〈夢雅COMICS〉、ISBN 4-86105-145-2
13. 『SoSoul乳』 2005年4月発売、オークス〈夢雅COMICS〉、ISBN 4-86105-227-0
14. 『稚魅穴る（ちみあなる）』 2005年11月発売、オークス〈夢雅COMICS〉、ISBN 4-86105-289-0
15. 『少女寵愛調教』 2007年10月27日発売[4]、モエールパブリッシング〈MMコミックス〉、ISBN 978-4-903705-20-0
16. 『少女強制絶頂～姦児ちゃう～』 2008年6月23日発売[4]、モエールパブリッシング〈MMコミックス〉、ISBN 978-4-903705-29-3
17. 『敏感☆ろりトリス』 2010年2月25日発売[5]、ヒット出版社〈セラフィンコミックス〉、ISBN 978-4-89465-472-3
18. 『敏感♥ぷにアヌス』 2011年5月20日発売[6]、ヒット出版社〈セラフィンコミックス〉、ISBN 978-4-89465-517-1
19. 『ろり辱 堕とし頃のおんなのこ』 2012年9月14日発売[7]、ヒット出版社〈セラフィンコミックス〉、ISBN 978-4-89465-568-3
20. 『ぺ道』 2013年12月19日発売[8]、ヒット出版社〈セラフィンコミックス〉、ISBN 978-4-89465-614-7
21. 『ロリどりみどり』 2015年5月19日発売[9]、ヒット出版社〈セラフィンコミックス〉、ISBN 978-4-89465-663-5
22. 『ちゃいる道』 2017年3月17日発売[10]、ヒット出版社〈セラフィンコミックス〉、ISBN 978-4-89465-719-9
23. 『みじゅくセーキ』 2019年2月28日発売[11]、ヒット出版社〈セラフィンコミックス〉、ISBN 978-4-89465-792-2
24. 『よりぬきちみちゃん』 2019年12月26日発売[12]、ヒット出版社〈セラフィンコミックス〉、ISBN 978-4-89465-822-6
25. 『はだかんぼ抱っこ』 2020年5月28日発売[13]、ヒット出版社〈セラフィンコミックス〉、ISBN 978-4-89465-832-5
26. 『童貞のオレが霊体になってヤリちん生活』 2021年12月23日発売[14]、ヒット出版社〈セラフィンコミックス〉、ISBN 978-4-89465-879-0